# Stuck Inside a Cloud
«Stuck Inside a Cloud» — песня Джорджа Харрисона, изданная на его посмертном альбоме Brainwashed. Среди треков альбома песня стоит на седьмом месте. Это было вызвано тем, что любимым числом Харрисона было 7, поэтому на всех его альбомах на седьмом месте всегда выходила его любимая песня.

## Список композиций
- Promo CD GEORGE1 (UK), DPRO-17572 (U.S.)

1. «Stuck Inside a Cloud»